# ONE Friday Fights 30
ONE Friday Fights 30: Saemapetch vs. Kaonar (también conocido como ONE Lumpinee 30) fue un evento de deportes de combate producido por ONE Championship llevado a cabo el 25 de agosto de 2023, en el Lumpinee Boxing Stadium en Bangkok, Tailandia.

## Historia
El evento fue encabezado por una pelea de muay thai de peso gallo entre Saemapetch Fairtex y  Kaonar Sor.Jor.Tongprajin.

## Bonificaciones
Los siguientes peleadores recibieron bonos de ฿350.000.
- Actuación de la Noche: Saemapetch Fairtex, Aliff Sor.Dechapan, Songchainoi Kiatsongrit, Chatanan Sor.Jor.Joyprajin, Chalawan Ngorbangkapi, Kaoklai Chor.Hapayak, Eisaku Ogasawara, Ricardo Bravo, Petchgarfield Jitmuangnon, Sho Ogawa y Gadzhimurad Amirzhanov

Los siguientes peleadores recibieron bonos de ฿700.000.
- Actuación de la Noche: Worlaphon Kiatchatchanun y Kongklai AnnyMuayThai